# Чорноколюча змія цейлонська
Чорноколюча змія цейлонська (Haplocercus ceylonensis) — єдиний представник роду неотруйних змій Чорноколюча змія родини вужеві. Інша назва «пліснявна змія».

## Опис
Загальна довжина досягає 48—50 см. Голова довга, дещо пласка. Морда широка, округла та довга. Ніздрі знаходяться на кінчику морди. Очі середнього розміру з круглими зіницями. Тулуб стрункий, маленький, циліндричний. Хвіст куций, займає 1/7 частину тіла. луска по середині кілевата, кілі мають вигляд колючок
Спина має малиново—коричневе забарвлення з чорною лінією на хребті, де знаходяться кілі-«колючки». Звідси походить назва цієї змії. Передня частина тулуба може бути жовтою. Збоку є низка чорних плям. Шия темно—коричнева. Задня частина тулуба може бути помаранчевого або світло—червоного кольору. Черево біле або жовтувате.

## Спосіб життя
Полюбляє вологі ґрунти, замулені стоки, гірські ліси. плантації. Зустрічається на висоті 1200 м над рівнем моря. Вдень ховається у землі, де риє ходи, або у купі гнилого листя. активна вночі або у сутінках. Харчується земляними хробаками.
Це яйцеживородна змія. Самиця у серпні—листопаді народжує 2—5 дитинчат завдовжки 15 см.

## Розповсюдження
Це ендемік о.Шрі-Ланка.